# Mancomunitat Intermunicipal de la Rectoria
La Mancomunitat Intermunicipal de la Rectoria és una mancomunitat de municipis pertanyents a la subcomarca de la Rectoria a la comarca de la Marina Alta (País Valencià). Aglomera 5 municipis i 2.555 habitants, en una extensió de 23,20 km². Actualment (2007) la mancomunitat és presidida per Vicente Javier Ripoll Pereto, del Partit Popular i regidor de l'ajuntament de Tormos.
Les seues competències són:
- Cultura
- Esports
- Neteja viària i recollida de fem
- Turisme

Els pobles que formen la mancomunitat són:
- Benimeli
- el Ràfol d'Almúnia
- Sagra
- Sanet i els Negrals
- Tormos